# Apach
Apach (fràncic lorenès Opéch) és un municipi francès situat al departament del Mosel·la i a la regió del Gran Est. L'any 2007 tenia 943 habitants.

## Demografia

### Població
El 2007 la població de fet d'Apach era de 943 persones. Hi havia 374 famílies, de les quals 93 eren unipersonals (38 homes vivint sols i 55 dones vivint soles), 113 parelles sense fills, 130 parelles amb fills i 38 famílies monoparentals amb fills.
La població ha evolucionat segons el següent gràfic:
Habitants censats

### Habitatges
El 2007 hi havia 414 habitatges, 377 eren l'habitatge principal de la família, 8 eren segones residències i 29 estaven desocupats. 329 eren cases i 85 eren apartaments. Dels 377 habitatges principals, 273 estaven ocupats pels seus propietaris, 98 estaven llogats i ocupats pels llogaters i 6 estaven cedits a títol gratuït; 3 tenien una cambra, 19 en tenien dues, 54 en tenien tres, 86 en tenien quatre i 215 en tenien cinc o més. 269 habitatges disposaven pel capbaix d'una plaça de pàrquing. A 160 habitatges hi havia un automòbil i a 178 n'hi havia dos o més.

### Piràmide de població
La piràmide de població per edats i sexe el 2009 era:
| Homes | Edats   | Dones |
| ----- | ------- | ----- |
| 0     | 95 o +  | 0     |
| 4     | 90 a 94 | 0     |
| 0     | 85 a 89 | 12    |
| 4     | 80 a 84 | 4     |
| 8     | 75 a 79 | 8     |
| 16    | 70 a 74 | 16    |
| 20    | 65 a 69 | 20    |
| 8     | 60 a 64 | 16    |
| 20    | 55 a 59 | 0     |
| 36    | 50 a 54 | 24    |
| 24    | 45 a 49 | 36    |
| 16    | 40 a 44 | 28    |
| 36    | 35 a 39 | 28    |
| 44    | 30 a 34 | 32    |
| 32    | 25 a 29 | 40    |
| 36    | 20 a 24 | 24    |
| 20    | 15 a 19 | 24    |
| 36    | 10 a 14 | 24    |
| 28    | 5 a 9   | 28    |
| 32    | 0 a 4   | 16    |

## Economia
El 2007 la població en edat de treballar era de 633 persones, 489 eren actives i 144 eren inactives. De les 489 persones actives 445 estaven ocupades (234 homes i 211 dones) i 44 estaven aturades (22 homes i 22 dones). De les 144 persones inactives 41 estaven jubilades, 46 estaven estudiant i 57 estaven classificades com a «altres inactius».

### Ingressos
El 2009 a Apach hi havia 363 unitats fiscals que integraven 878,5 persones, la mediana anual d'ingressos fiscals per persona era de 18.160 €.

### Activitats econòmiques
Dels 16 establiments que hi havia el 2007, 2 eren d'empreses extractives, 1 d'una empresa de fabricació de material elèctric, 3 d'empreses de construcció, 2 d'empreses de comerç i reparació d'automòbils, 2 d'empreses de transport, 1 d'una empresa d'hostatgeria i restauració, 4 d'empreses de serveis i 1 d'una empresa classificada com a «altres activitats de serveis».
Dels 4 establiments de servei als particulars que hi havia el 2009, 1 era una oficina de correu, 1 establiment de lloguer de cotxes, 1 paleta i 1 restaurant.
L'únic establiment comercial que hi havia el 2009 era una adrogueria.
L'any 2000 a Apach hi havia 3 explotacions agrícoles que ocupaven un total de 39 hectàrees.

## Equipaments sanitaris i escolars
El 2009 hi havia 1 escola maternal i 1 escola elemental.

## Poblacions més properes
El següent diagrama mostra les poblacions més properes.